# Cladonia foliacea

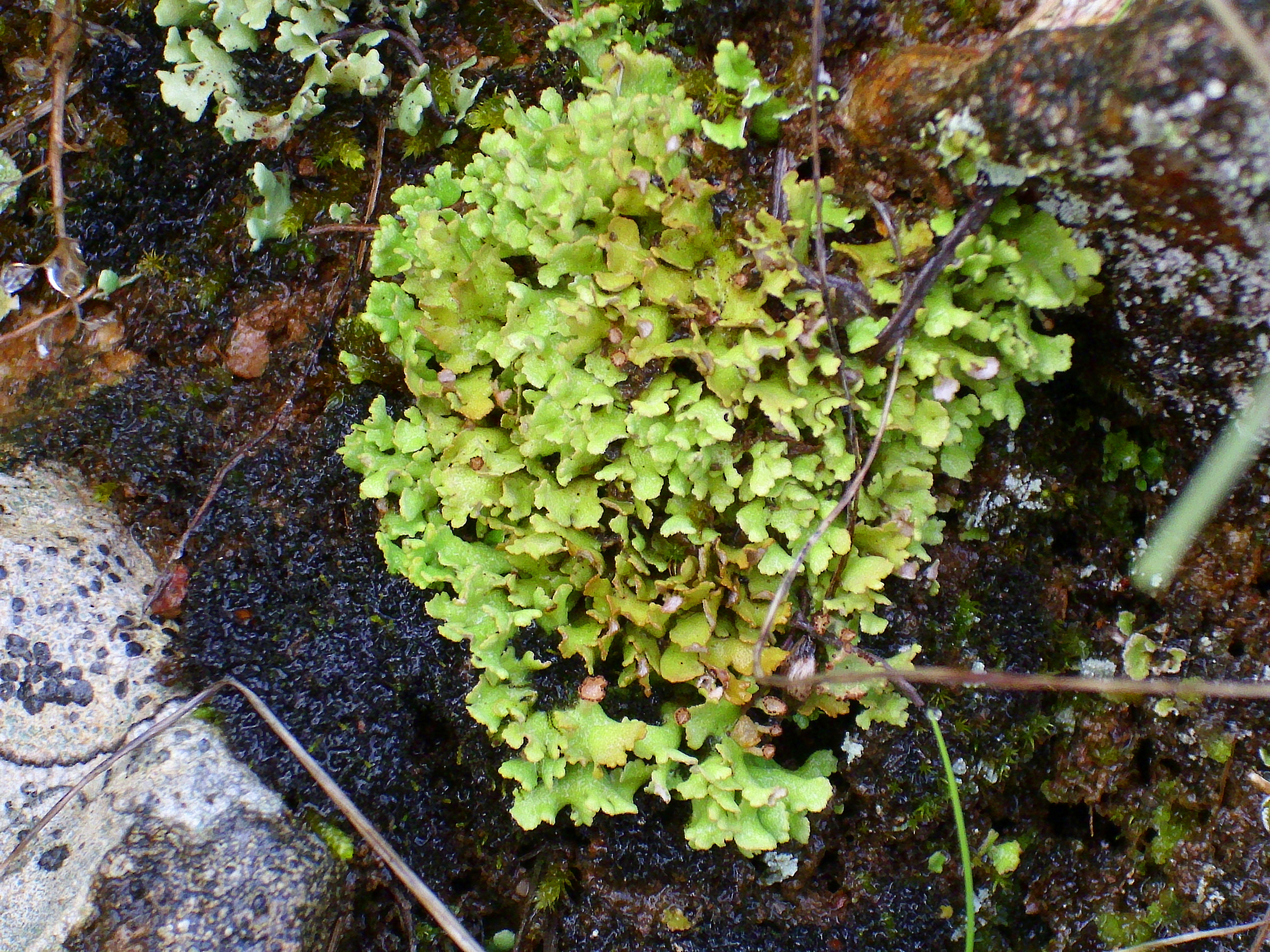
Cladonia foliacea.

Cladonia foliacea (Huds.) Willd. (1787) es una especie de liquen del género Cladonia, orden Lecanorales.
El nombre propio deriva del latino foliaceus, que significa «parecido a una hoja, frondoso», para la forma del tallo.

## Características
El tallo primario se encuentra cubierto por escamas de hasta 1,5 centímetros, densamente agrupadas en almohadillas bastante consistentes, ligadas al sustrato. El pie es bastante irregular, caliciforme, de dimensiones reducidas y a menudo del todo asentado. Si se observan las escamas bajo la lupa binocular, se podrán observar pequeños filamentos de color negro, siendo una característica taxonómica de especie a especie.
El fotobionte es principalmente una alga verde del género Trentepohlia.

## Hábitat
Esta especialmente necesita de clima templado, crece sobre terrenos de una cierta acidez y humus. Se encuentra a menudo junto con C. convoluta, con la cual comparte el sustrato. Prefiere un pH del sustrato con valores intermedios entre muy ácido y subneutro hasta subneutro puro. La necesidad de humedad es mesofítica.

## Distribución
La especie es bastante difundida, y ha sido introducida en las siguientes localidades:
- Alemania: Sassonia-Anhalt, Baviera, Berlín, Brandeburgo, Amburgo, Essen, Meclemburgo, Baja Sassonia, Renania Settentrionale-Vestfalia, Renania-Palatinato, Sassonia, Turingia, Baden-Württemberg, Schleswig-Holstein.
- España:  Aragón, Cantabria, Castilla y León.
- Irán: Mazandaran.
- Islas Canarias: Fuerteventura.
- Otros países: Albania, Austria, Jefa Verde, Cipro, Creta, Dinamarca, Estonia, Finlandia, India, Irlanda, Islas Azzorre, Lituania, Luxemburgo, Macedonia, Madera, Marocco, Mongolia, Noruega, Países Bajos, Polonia, Portugal, Reino Unido, Chequia, Rumanía, Serbia, Suecia, Túnez, Turquía, Uruguay.

En Italia es bastante rara: 
- Trentino-Alto Adige, de muy rara a extremadamente rara en los valles
- Valle de Aosta, de muy rara a extremadamente rara en los valles
- Piemonte, muy rara en las zonas adyacentes el arco alpino, extremadamente rara en otra parte
- Lombardia, muy rara en las zonas adyacentes el arco alpino, extremadamente rara en el milanese, asentada en las zonas padanas
- Veneto, extremadamente rara en los valles a los confines del Trentino, asentada en otra partes.
- Friuli, no recuperada
- Emilia-Romagna, extremadamente rara en las zonas de los Apeninos
- Liguria, bastante común a lo largo del arco oriental, rara a lo largo del arco occidental
- Toscana, común a lo largo de las zonas costiere, bastante común en otra parte
- Umbria, bastante común en toda la región, menos en Foligno y Spoleto
- Marcas, no recuperada
- Lazio, de común en las zonas costeras a bastante común en el interior
- Abruzzi, no recuperada
- Molise, no recuperada
- Campania, común en las zonas costeras a muy rara en aquellas interiores
- Puglia, común en el Gargano, de muy rara a extremadamente rara en todas las otras zonas
- Basilicata, extremadamente rara
- Calabria, bastante común a lo largo del litoral tirrenico a extremadamente rara sobre aquel iónico
- Sicilia, bastante común en el messinese, ragusano y palermitano; rara en el resto de la región
- Cerdeña, de bastante común sobre el versante occidental a extremadamente rara sobre aquel oriental.[3]

## Taxonomía
Cladonia foliacea pertenece al género Cladonia; presentando las siguientes variedades:
- Cladonia foliacea f. albidopiligera M. Choisy (1951).
- Cladonia foliacea f. centralls Anders (1936).
- Cladonia foliacea f. cladiensis (Heufl.) M. Choisy (1951).
- Cladonia foliacea f. foliacea (Huds.) Willd. (1787).
- Cladonia foliacea f. phyllocephala Vain. (1961).
- Cladonia foliacea f. sessilis Wallr.
- Cladonia foliacea f. squamulosa A. Evans.
- Cladonia foliacea subsp. convoluta (Lamkey) Clauzade & Cl. Roux (1985), (= Cladonia convoluta).
- Cladonia foliacea subsp. foliacea (Huds.) Willd. (1787).
- Cladonia foliacea var. alcicornis (Lightf.) Schaer. (1823).
- Cladonia foliacea var. convoluta (Lamkey) Vain., (= Cladonia convoluta).
- Cladonia foliacea var. endiviifolia (Dicks.) Schaer., (= Cladonia convoluta).
- Cladonia foliacea var. firma (Nyl.) Vain. (1894), (= Cladonia firma).
- Cladonia foliacea var. foliacea (Huds.) Willd. (1787).
- Cladonia foliacea var. meiophora Asahina (1966).